# Chaetonotus carpaticus
Chaetonotus carpaticus is een buikharige uit de familie Chaetonotidae. De wetenschappelijke naam van de soort werd in 1967 voor het eerst geldig gepubliceerd door Rudescu. 